# یوسفزی

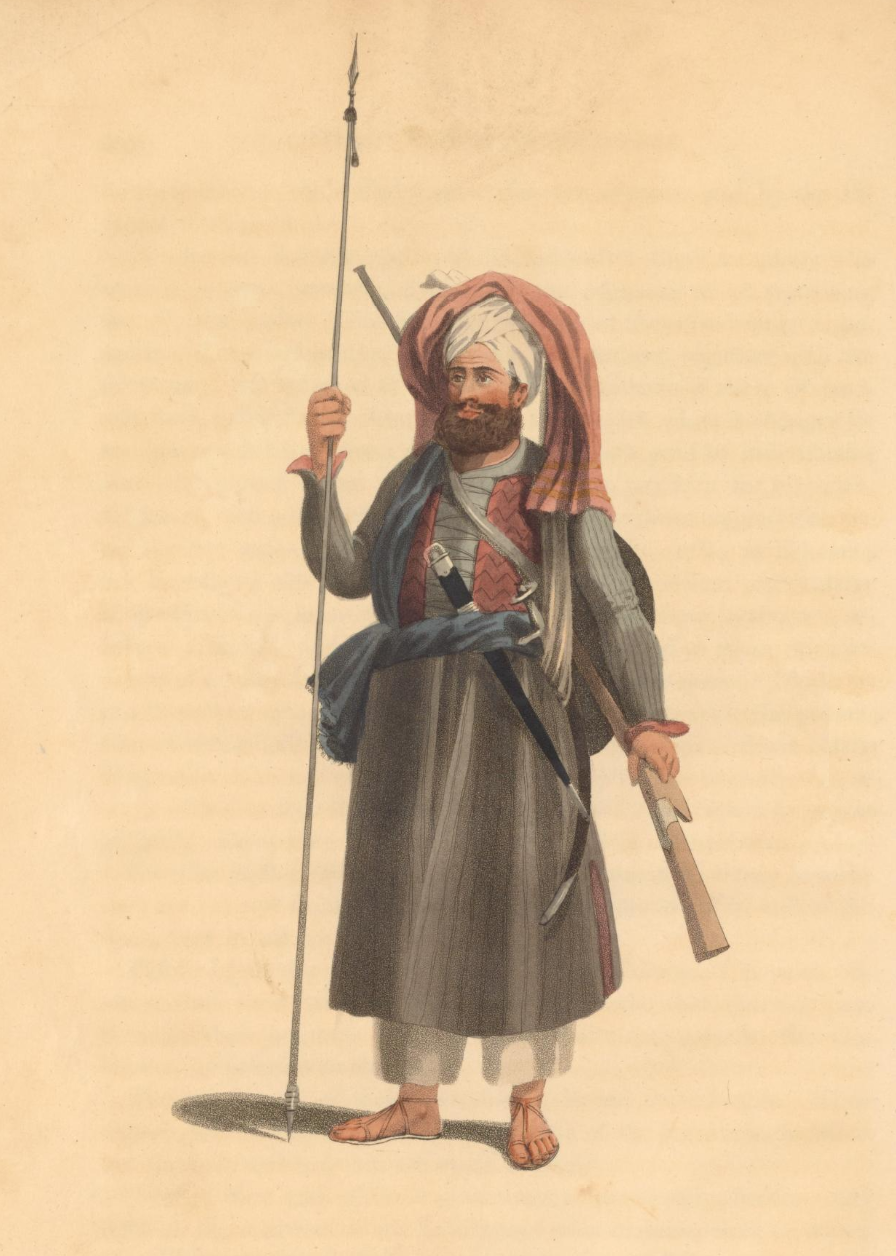
یک جنگجوی افغان یوسف زی

یوسف‌زَئی از قبیله پشتون افغانستان و خیبر پختونخوا در پاکستان هستند.

## تاریخ
قوم یوسف زی در اصل از قندهار بودند که از آنجا به منطقه اصلی خود که امروزه در دره های کنر، پیشاور و سوات است مهاجرت کردند. آنها یک قبیله به شدت مستقل هستند که حکومت را نپذیرفتند و با قدرت های یونانی ها، مغول ها،  گورکانی، بریتانیایی ها، شوروی ها و آمریکایی ها مبارزه کردند.